# Ricardo Álvarez
Ricardo Gabriel "Ricky" Álvarez, ou simplesmente Ricardo Álvarez (Buenos Aires, 12 de abril de 1988) é um ex-futebolista argentino que atuava como meia-atacante. 

## Vélez Sársfield
Desde pequeno, Ricky - como costumava ser chamado - era apontado como uma grande promessa do futebol de seu país. Seu primeiro jogo oficial como jogador foi em 2008 contra o Gimnasia y Esgrima, jogando 18 minutos na vitoria por 1-0.
Após sua estréia, sofreu uma grave lesão de ligamentos, o que tirou da temporada 2007-08. No ano seguinte, aos 21 anos, Álvarez foi campeão do torneio Clausura, jogando apenas a partida decisíva, depois de um tempo afastado. A partir do ano de 2010, começou a receber mais oportunidades do treinador, e levou o Vélez Sársfield para a disputa da Copa Libertadores da América de 2011.
O seu primeiro golo como profissional foi realizado em um jogo contra o Club Atlético River Plate em uma derrota por 2-1. No ano de 2011, foi campeão do torneio Clausura novamente e levou o Vélez até as semi finais da Libertadores, sendo eliminado pelo Peñarol do Uruguai.

## Internazionale
Desde 5 de julho de 2011 é jogador da FC Internazionale Milano da Itália por €12,8 milhões por 90% dos seus direitos.

## Sunderland
Em 1° de Setembro de 2014, foi confirmado o empréstimo para o Sunderland por uma temporada com o direito de compra após o vínculo de £10 milhões.

## Seleção Argentina
Estreou pela Seleção Argentina principal em 2 de setembro de 2011 ante a Venezuela. Foi convocado para disputar a Copa do Mundo FIFA de 2014 em que a Argentina foi vice-campeão.